# Eremasiomyia miltogrammoides
Eremasiomyia miltogrammoides är en tvåvingeart som beskrevs av Boris Borisovitsch Rohdendorf 1961. Eremasiomyia miltogrammoides ingår i släktet Eremasiomyia och familjen köttflugor.
Artens utbredningsområde är Iran. Inga underarter finns listade i Catalogue of Life.